# Săucești
Săucești è un comune della Romania di 4 780 abitanti, ubicato nel distretto di Bacău, nella regione storica della Moldavia.